# (17063) Papaloizou
(17063) Papaloizou (1999 GP9) – planetoida z pasa głównego asteroid okrążająca Słońce w ciągu 3,58 lat w średniej odległości 2,34 j.a. Odkryta 15 kwietnia 1999 roku.